# Pelargonidin-3-O-glucosid
Pelargonidin-3-O-glucosid ist ein im Pflanzenreich vorkommender Farbstoff aus der Gruppe der Anthocyane. Die chemische Verbindung ist aus den Molekülen Pelargonidin und Glucose zusammengesetzt, welche durch eine glycosidische Bindung verknüpft sind. Das Pelargonidin ist ein Kation; in den Pflanzen leitet sich das zugehörige Anion von Carbonsäuren (Fruchtsäuren) ab.

## Geschichte

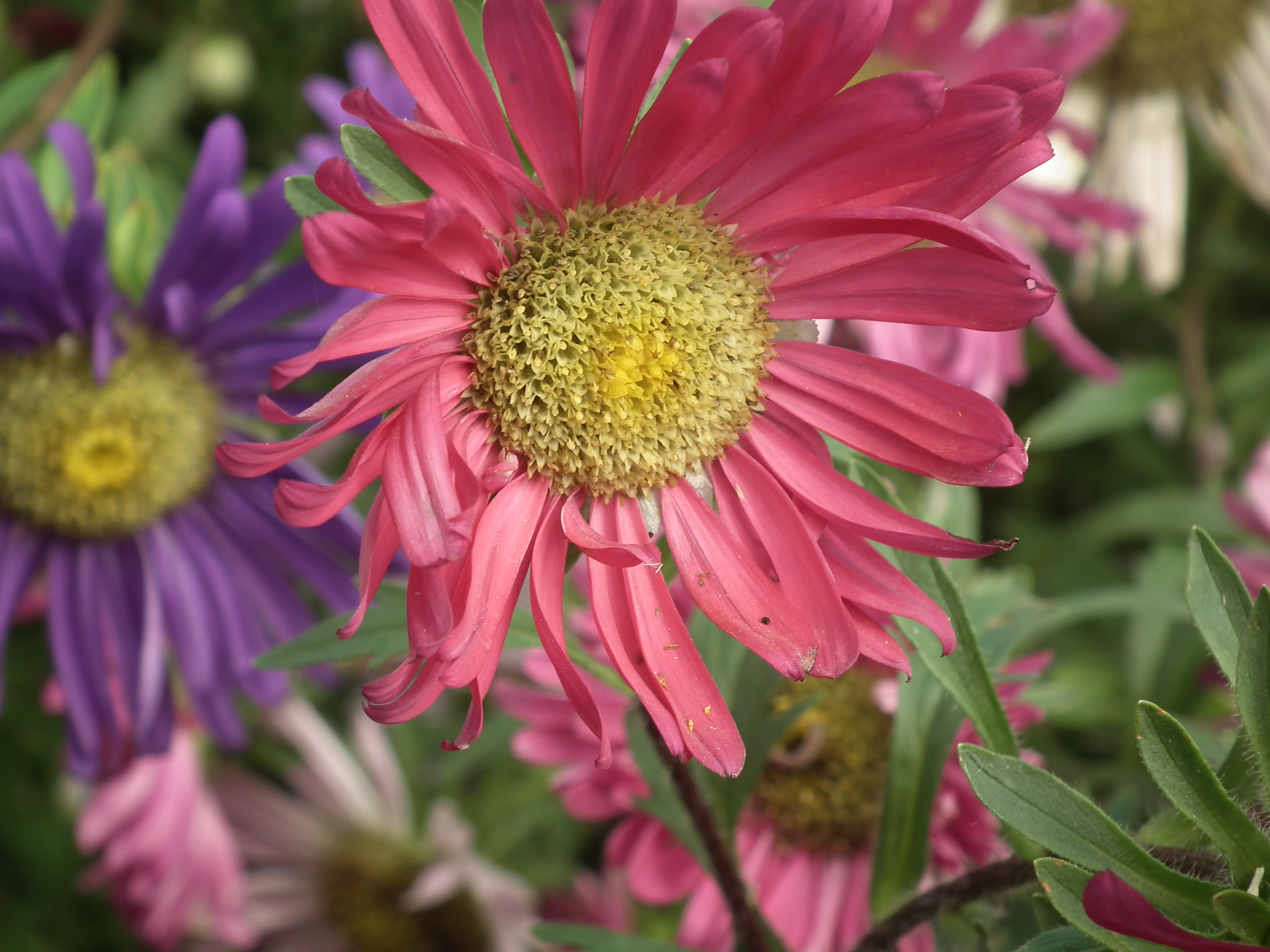
Die rote Blütenfarbe der Sommeraster kommt durch das Pelargonidin-3-O-glucosid zustande

Der als ziegelrot beschriebene Farbstoff wurde von Richard Willstätter und Ch. L. Burdick aus der purpurroten Aster Callistephus chinensis L. isoliert und daher zunächst mit dem Trivialnamen Callistephin benannt.
Die Reinigung des Anthocyans war schwierig und mühsam. Daher wurde eine chemische Synthese versucht (siehe Allan-Robinson-Kondensation).

## Vorkommen
Die Farbe von Erdbeeren wird ebenfalls durch das Glucosid verursacht. Neben weiteren Anthocyanidinen wurde Pelargonidin-3-O-glucosid in anderen Früchten nachgewiesen, z. B. in Brombeeren (Rubus fruticosus), Himbeeren (Rubus idaeus), in Rubus glaucus, in der Blauen Heckenkirsche (Lonicera caerulea L.), in der Kornelkirsche (Cornus mas L.). Auch koreanische Schwarze Bohnen (Phaseolus vulgaris L.) enthalten in der Haut Pelargonidin-3-O-glucosid. Besondere Aufmerksamkeit wurde in neuerer Zeit dem Vorkommen in bunten Mais-  (Zea mays L., cv Zihei) und Reis-Sorten geschenkt.

## Eigenschaften
Die zahlreichen OH-Gruppen machen das Molekül wasserlöslich. Verglichen mit den OH-Gruppen des Glucoserestes sind die phenolischen OH-Gruppen acider. In wässriger Lösung, wie in der Pflanzenzelle, stellt sich daher ein Gleichgewicht zwischen dem Pelargonidin-3-O-glucosid und seinen Anionen ein. Deren Farbe ist blau, und so zeigt Pelargonidin-3-O-glucosid in basischem Milieu diese Farbe; d. h., die Farbe von Blütenblättern oder Früchten kann je nach dem dort herrschenden pH-Wert variieren. Dadurch kann die Verbindung als pH-Indikator dienen. Außerdem wird die Farbe von Metall-Kationen beeinflusst.
Als Flavylium-Kation bildet Pelargonium-3-O-glucosid auch Salze mit ‚künstlichen‘ Säuren, welche Anionen liefern. So wurden zur Isolierung Salze mit Pikrinsäure und Salzsäure erzeugt (Pikrat bzw. Pelargonidin-3-glucosidchlorid). In der Infobox sind relevante Daten für das – käufliche – Chlorid angegeben.

## Biosynthese
Bausteine der Biosynthese des Pelargonidin-3-O-glucosids sind p-Cumaroyl-Coenzym A und Malonyl-Coenzym A, welche 4,2',4',6'-Tetrahydroxychalcon liefern. Cyclisierung dieses Enons führt zum Pyranone, dem Naringenin. Dieses wird in 3-Stellung hydroxyliert; das Hydroxyketon Dihydrokaempferol ist die gemeinsame Zwischenstufe der Anthocyanidine Pelargonidin-3-O-glucosid, Cyanidin-3-O-glucosid und Delphinidin-3-O-glucosid.

## Biologische Bedeutung
Das Glucosid wirkt als Antioxidans und soll im menschlichen Körper Entzündungen hemmen.

## Nachweis
Pelargonidin-3-O-glucosid wurde zunächst durch Papierchromatographie nachgewiesen, dann durch Flüssigkeitschromatographie (LC) in Kombination mit UV/VIS-Spektroskopie und Massenspektroskopie (MS).